# رودلف نيلسون
رودلف نيلسون (بالألمانية: Rudolf Nelson)‏ هو ملحن ألماني، ولد في 4 أبريل 1878 في برلين في ألمانيا، وتوفي بنفس المكان في 5 فبراير 1960.

## وصلات خارجية
- رودلف نيلسون على موقع IMDb (الإنجليزية)
- رودلف نيلسون على موقع مونزينجر (الألمانية)
- رودلف نيلسون على موقع ألو سيني (الفرنسية)
- رودلف نيلسون على موقع ميوزك برينز (الإنجليزية)
- رودلف نيلسون على موقع أول موفي (الإنجليزية)
- رودلف نيلسون على موقع قاعدة بيانات برودواي على الإنترنت (الإنجليزية)
- رودلف نيلسون على موقع قاعدة بيانات الأفلام السويدية (السويدية)
- رودلف نيلسون على موقع أول ميوزيك (الإنجليزية)
- رودلف نيلسون على موقع ديسكوغز (الإنجليزية)
- رودلف نيلسون على موقع كينوبويسك (الروسية)